# 圣米歇尔喷泉
48°51′11.32″N 2°20′37.32″E / 48.8531444°N 2.3437000°E

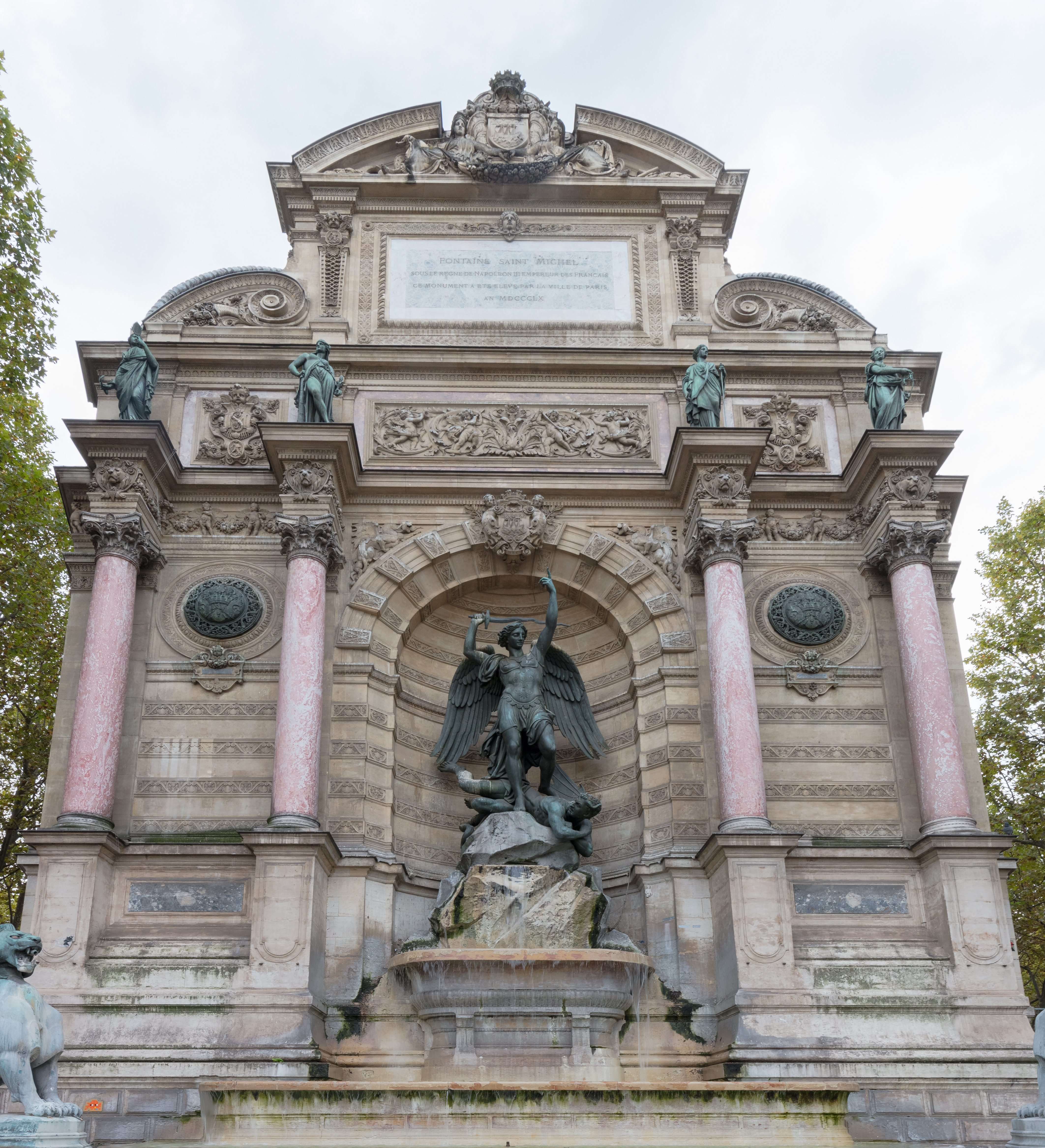
圣米歇尔喷泉

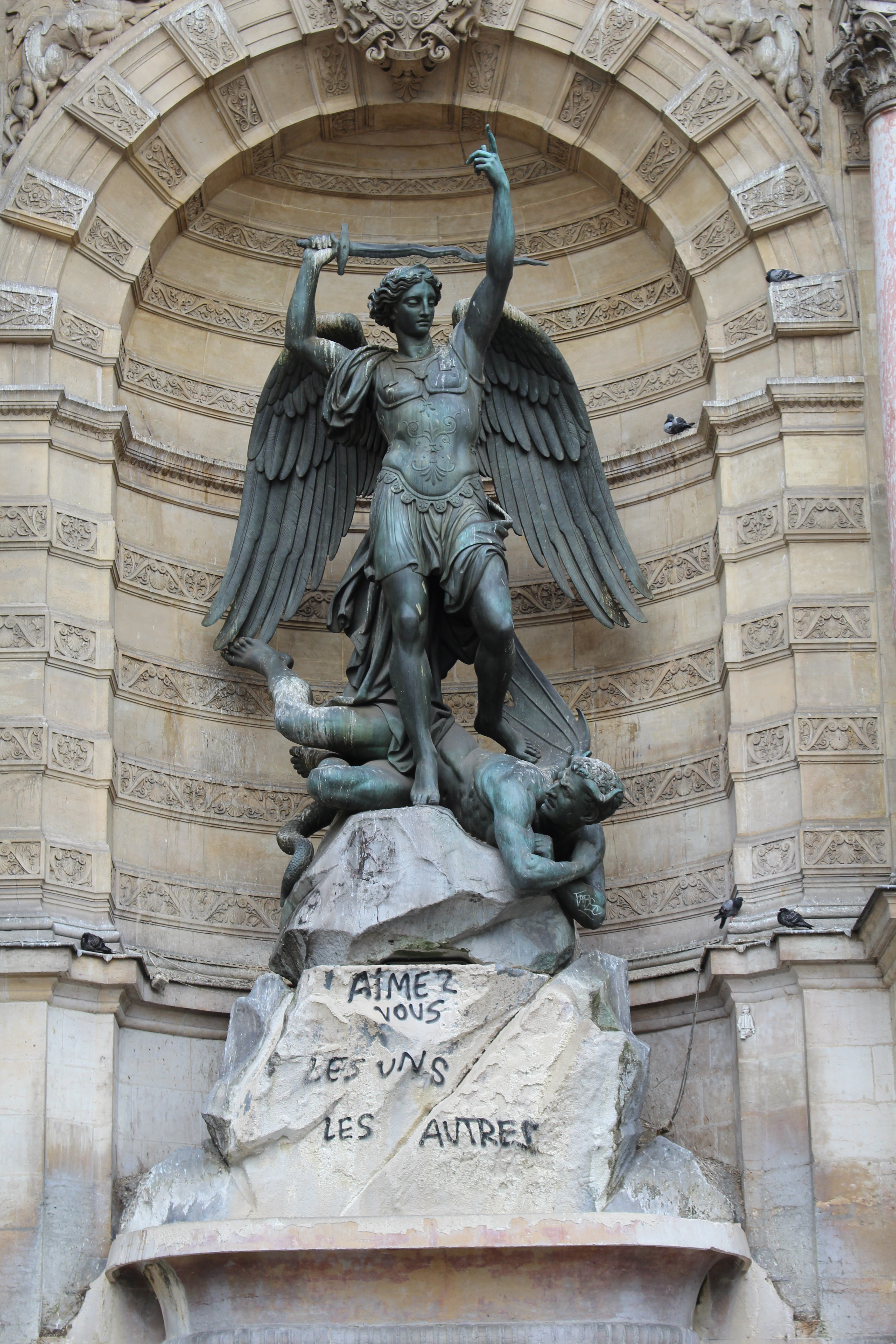
天使长米迦勒与魔鬼

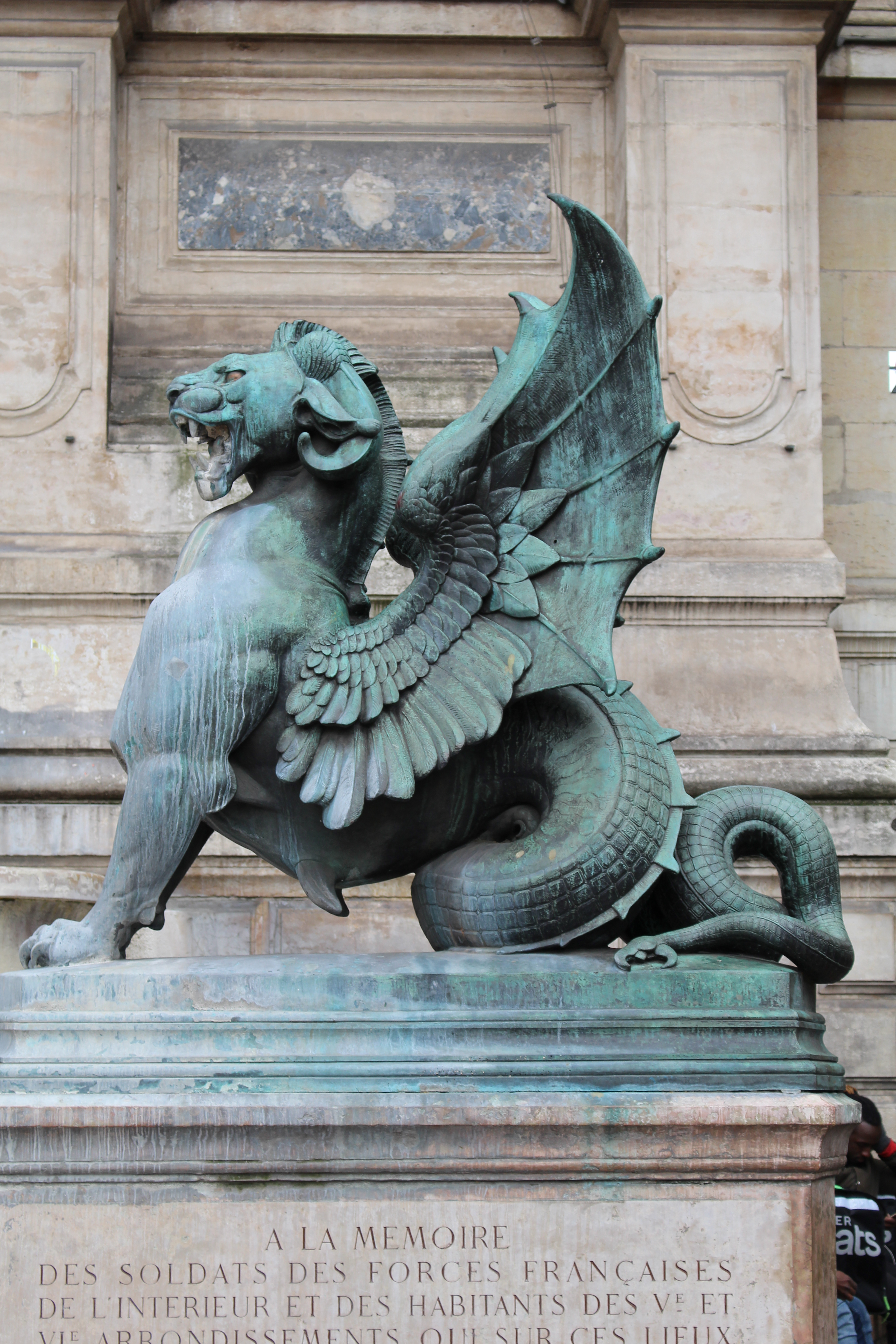
圣米歇尔喷泉前的龙

圣米歇尔喷泉（Fontaine Saint-Michel，法語發音：[fɔ̃.tɛn sɛ̃.mi.ʃɛl]）是巴黎第五区圣米歇尔广场一个宏伟的喷泉，设在圣米歇尔大道与圣安德烈大道转角建筑物的墙壁上，建于1858–1860年，法兰西第二帝国时期，是奥斯曼男爵重建巴黎伟大工程的一部分，建筑师Gabriel Davioud。
喷泉的建筑立面分为四个水平层次，有4根科林斯柱子。主檐口具有法国文艺复兴特征。根据1856年的设计方案，中心雕像是代表和平的女性雕像。1858年计划用拿破仑雕像代替，这激起了路易-拿破仑的对手的强烈反对，所以改为天使长米迦勒与魔鬼搏斗。雕像落成于1860年8月15日。 
1871年巴黎公社期间，圣米歇尔喷泉与路易·拿破仑的其他符号均遭到暴徒攻击和破坏。1872年，设计师被授权进行紧急维修。1893年再次修复。
圣米歇尔喷泉是巴黎最晚兴建的一个墙壁喷泉，这一文艺复兴传统开始于17世纪的美第奇喷泉，以及18世纪的四季喷泉（Fontaine des Quatre-Saisons）。巴黎后来兴建的喷泉全都独立设在广场或公园中心。